# Eusébio de Almeida
Eusébio de Almeida (Díli, 9 de junho de 1985) é um futebolista timorense. Atualmente, atua como meio-campista da Seleção Timorense de Futebol.